# Perfume: Complete Best
Perfume: Complete Best (stylizováno jako Perfume: ~Complete Best~) je kompilační (typu Greatest Hits) debutové album japonské dívčí skupiny Perfume. Vydáno bylo 2. srpna 2006. Album obsahuje kompilaci největších hitů, od počátku působení skupiny až po rok 2006.
Album bylo odbornou hudební kritikou hodnoceno relativně kladně. V japonských žebříčcích album vždy obsadilo místo v první čtyřicítce.

## Seznam skladeb
1. Perfect Star Perfect Style – 4:18
2. Linear Motor Girl – 4:06
3. Computer City – 4:44
4. Electro World – 4:20
5. Inryoku – 3:35
6. Monochrome Effect – 4:18
7. Vitamin Drop – 4:55
8. Sweet Donuts – 2:58
9. Foundation – 3:57
10. Computer Driving – 4:26
11. Perfume – 5:16
12. Wonder2 – 3:50

### Singly
Singly z alba Perfume: Complete Best

1. „Linear Motor Girl“
Vydáno: 21. září 2005
2. „Computer City“
Vydáno: 11. ledna 2006
3. „Electro World“
Vydáno: 28. června 2006

## Obsazení
- Ayano Ōmoto (Nocchi) – hlavní zpěv, doprovodné vokály
- Ayaka Nishiwaki (A-Chan) – hlavní zpěv, doprovodné vokály
- Yuka Kashino (Kashiyuka) – hlavní zpěv, doprovodné vokály
- Yasutaka Nakata – psaní písní, producent
- Emi Kinoko – psaní písní

## Umístění v žebříčcích
Album debutovalo na 53. pozici v japonském denním žebříčku Oricon. V týdenním žebříčku Oricon obsadilo 66. pozici. Album se rovněž udrželo čtyři týdny v žebříčku Top 300 a k roku 2006 se prodalo přibližně 6 672 nosičů. V roce 2008 při příležitosti vydání dalšího alba „Game“ bylo album opět hodnoceno žebříčkem Oricon, kde dosáhlo na 25. místo. Album opět strávilo více než 100 týdnů v žebříčku Top 300 a do roku 2008 se prodalo přes 170 000 kopií.
| Žebříček                            | Nejvyšší pozice |
| ----------------------------------- | --------------- |
| Japan Daily Albums Chart (Oricon)   | 15              |
| Japan Weekly Albums Chart (Oricon)  | 24              |
| Japan Monthly Albums Chart (Oricon) | 36              |

## Certifikace
| Žebříček | Stát     | Počet prodaných nosičů | Certifikace |
| -------- | -------- | ---------------------- | ----------- |
| RIAJ     | Japonsko | 250 000                | platinum    |